# 南非鐵路10E型電力機車
南非铁路 10E 型電力機車是南非鐵路於1985至1986 年間引入的50輛幹線用電力機車，軸配置為Co-Co。 。

## 制造

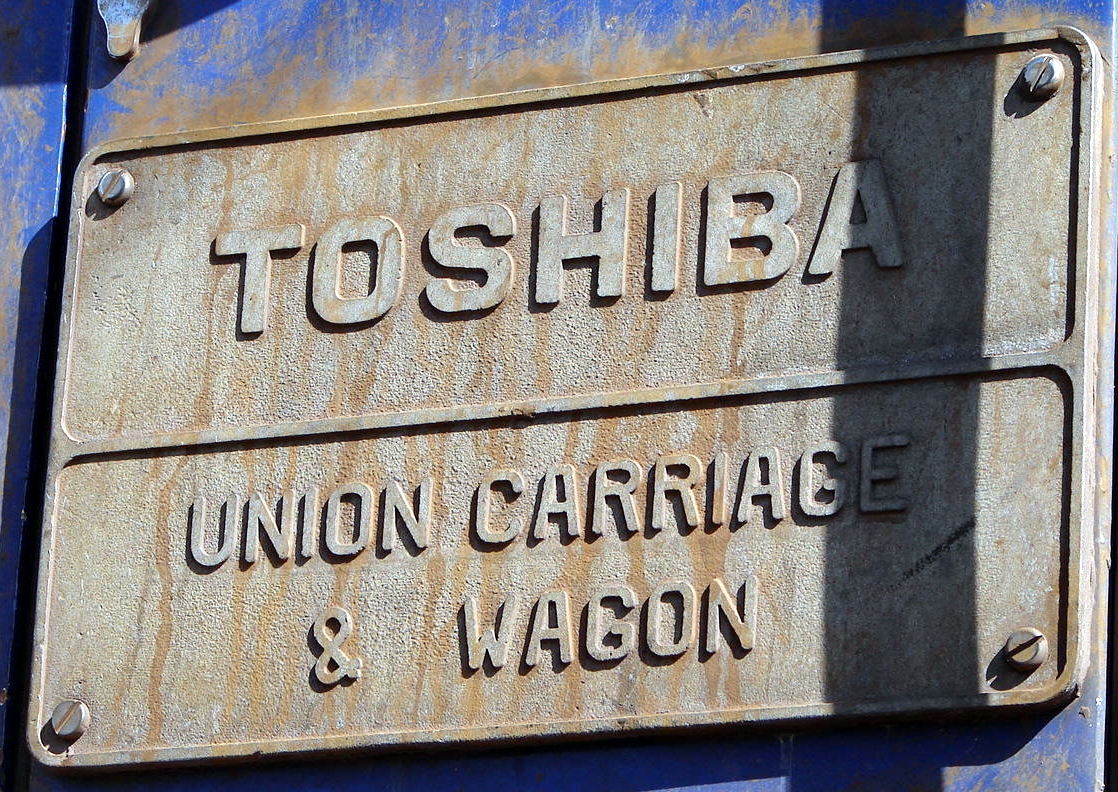
製造銘牌

本型車由日本东芝为南非铁路（SAR）设计，並由東芝提供電器設備，而由聯邦鐵路客貨車公司（UCW）負責機械與組裝，在德兰士瓦的奈杰尔製造。  
UCW 在 1985 年和 1986 年交付了 50 台机车，编号从 10-001 到 10-050。UCW 並未另外賦予這些機車出廠編號，而是直接使用 SAR 的車號作為紀錄。 

## 特征
10E型電力機車是當時3000伏特貨物用重型直流電力機車的新標準，連續額定功率為 3,090 千瓦（4,140 馬力），四部10E型電力機車相當於 6 部 6E1 型機車。 
使用電子斬波器控制，與 1E 至 6E1 級電力機車中使用的變阻電阻控制相比，这种控制方式更加平稳。 

### 制軔
根據情況需要使用再生制動或電阻制動。牽引和電軔功率都是連續可變的，電軔可以儘量利用3000伏特直流電網的再生制動能力。超過電網負擔時，能自動切換到電阻制動。 

### 转向架
轉向架上有複雜的牽引連桿，類似於 1969 年的 6E1 級之轉向架設計。這些俗稱為蚱蜢腿的連桿，裝在轉向架的連桿之間和機車車身之間，配合電子式車輪空轉偵測系統，藉由減少前轉向架的附著力並增加後轉向架的附著力多達 15%，確保在不引起車輪空轉的情況下，盡量將動力傳遞給軌道。 

### 方向
本型車配有双驾驶室，但僅有一側裝有通往車頂的检修梯，位於駕駛室門右側；有檢修梯的這一端指定為 2 號端。 

### 外觀
外觀上，10E 與後來的型號 （Class 10E2 ）的區別在於車頂末端與車門踏板。 10E 級的車頂末端帶有彎曲小凹陷造型，車架側邊略微突出於車身側面底部邊緣。 10E2 級的車頂端部沒有彎曲，車架側邊並未突出車身側面。 

## 運用
本型車主要用于牽引北开普省金伯利和霍塔泽尔（Hotazel）之间的矿石列车，以及金伯利與威特沃特斯兰德之间的列車。大多数機車基地是金伯利附近的Beaconsfield，有幾輛配屬於斯普林斯
附近的Welgedacht。

## 圖輯

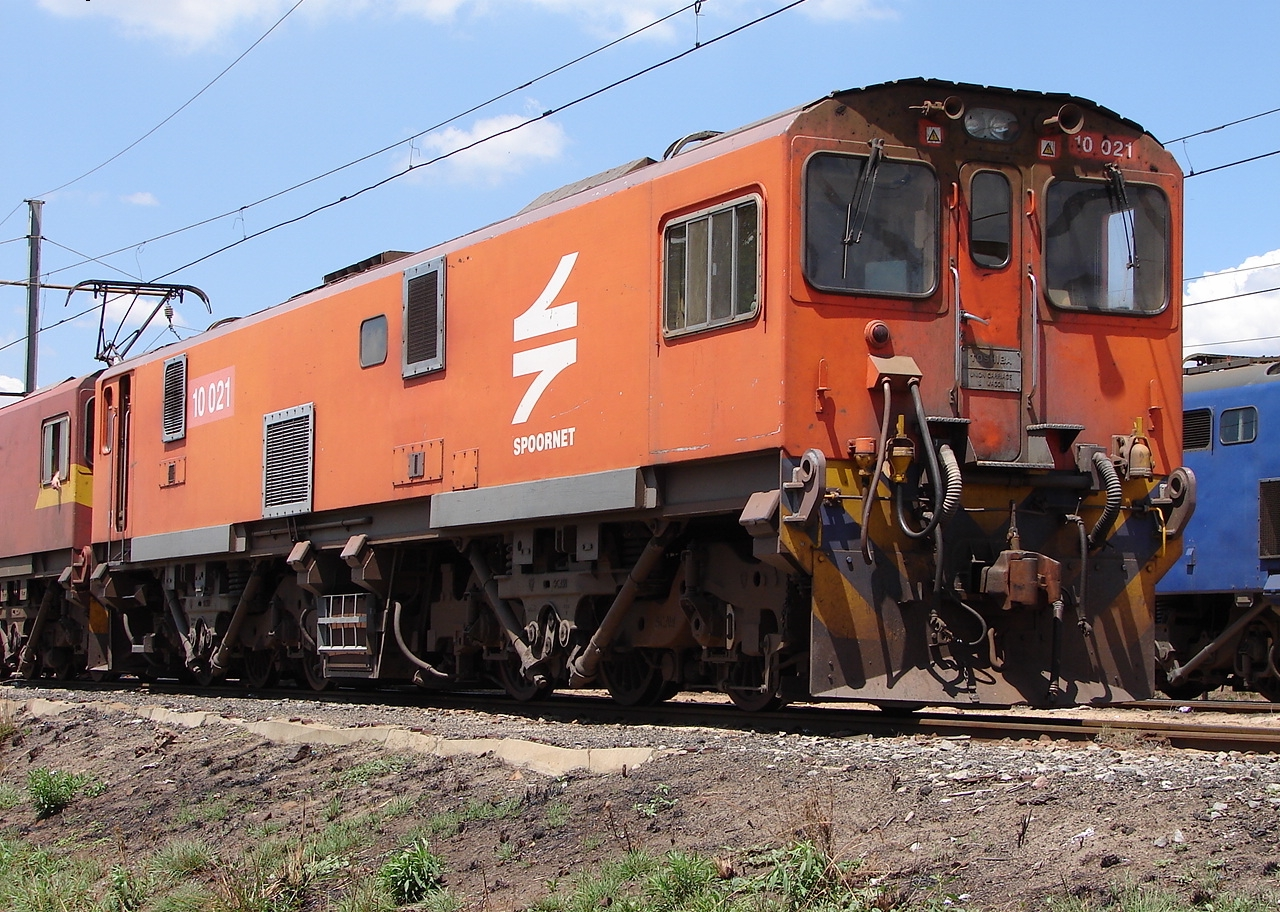
10-021 号，為 Spoornet 橙色塗裝，2009 年 10 月 6 日。
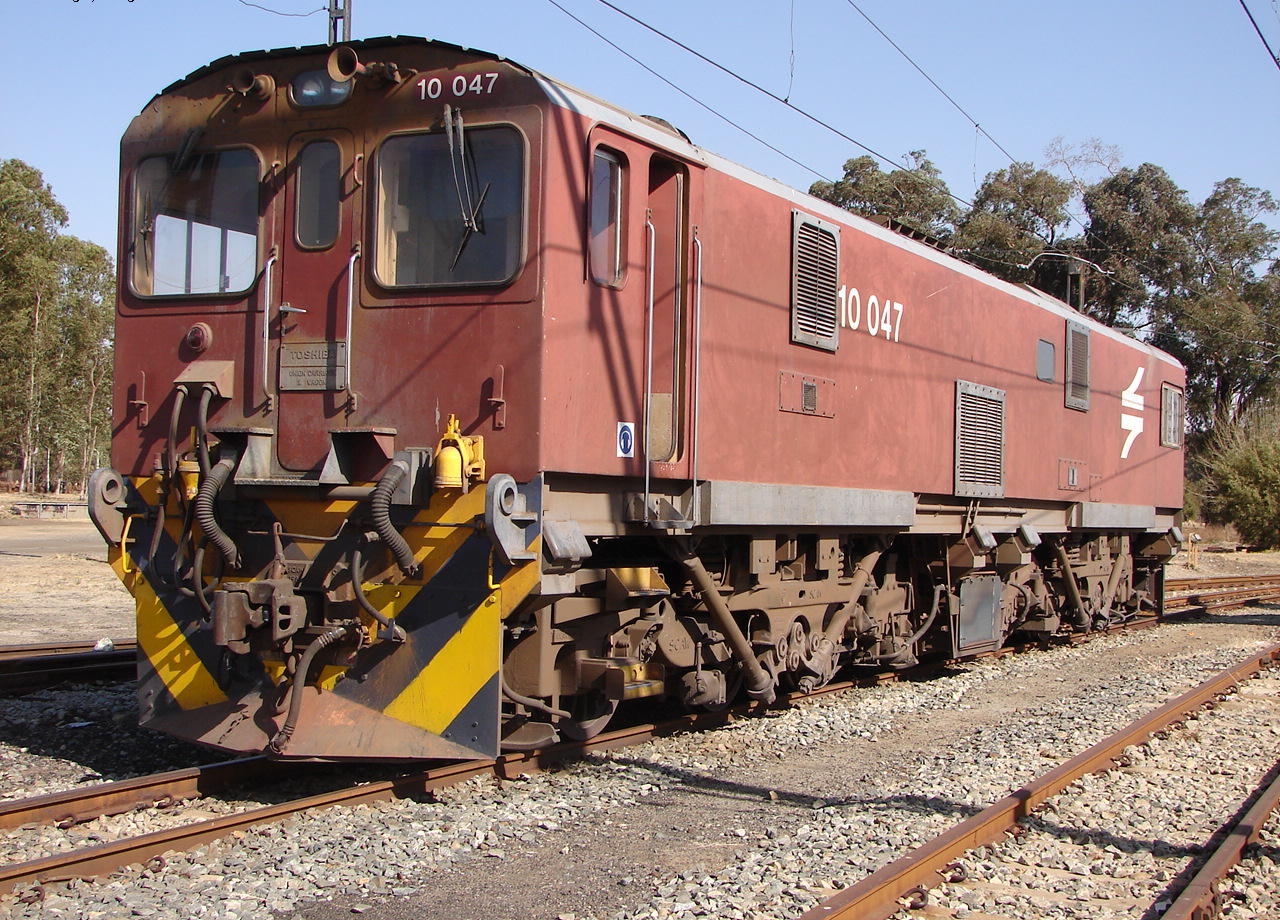
10-047 号，Spoornet 栗色涂装，2007 年 8 月 23 日。
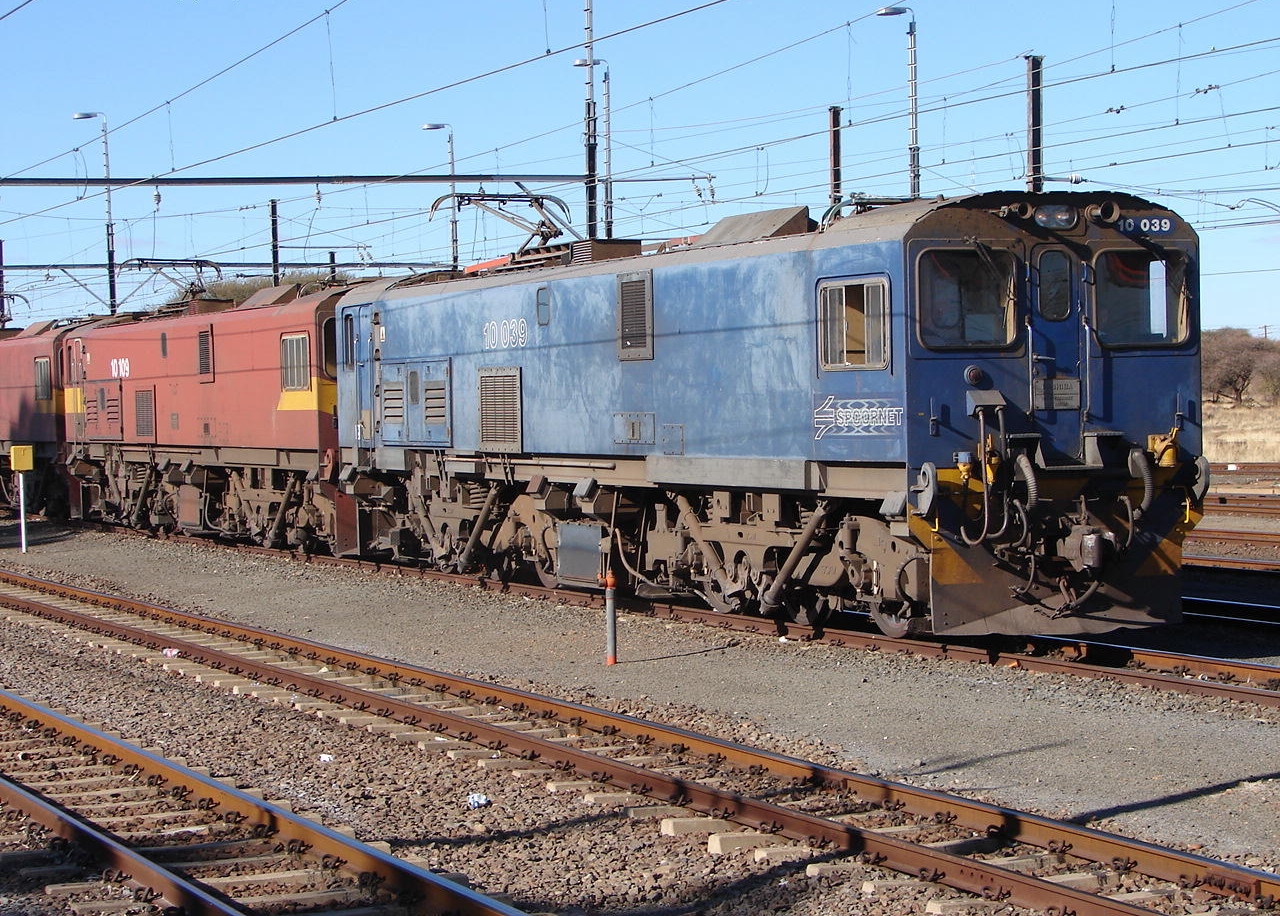
10-039號車，Spoornet 蓝色塗裝，2007 年 8 月 24 日。
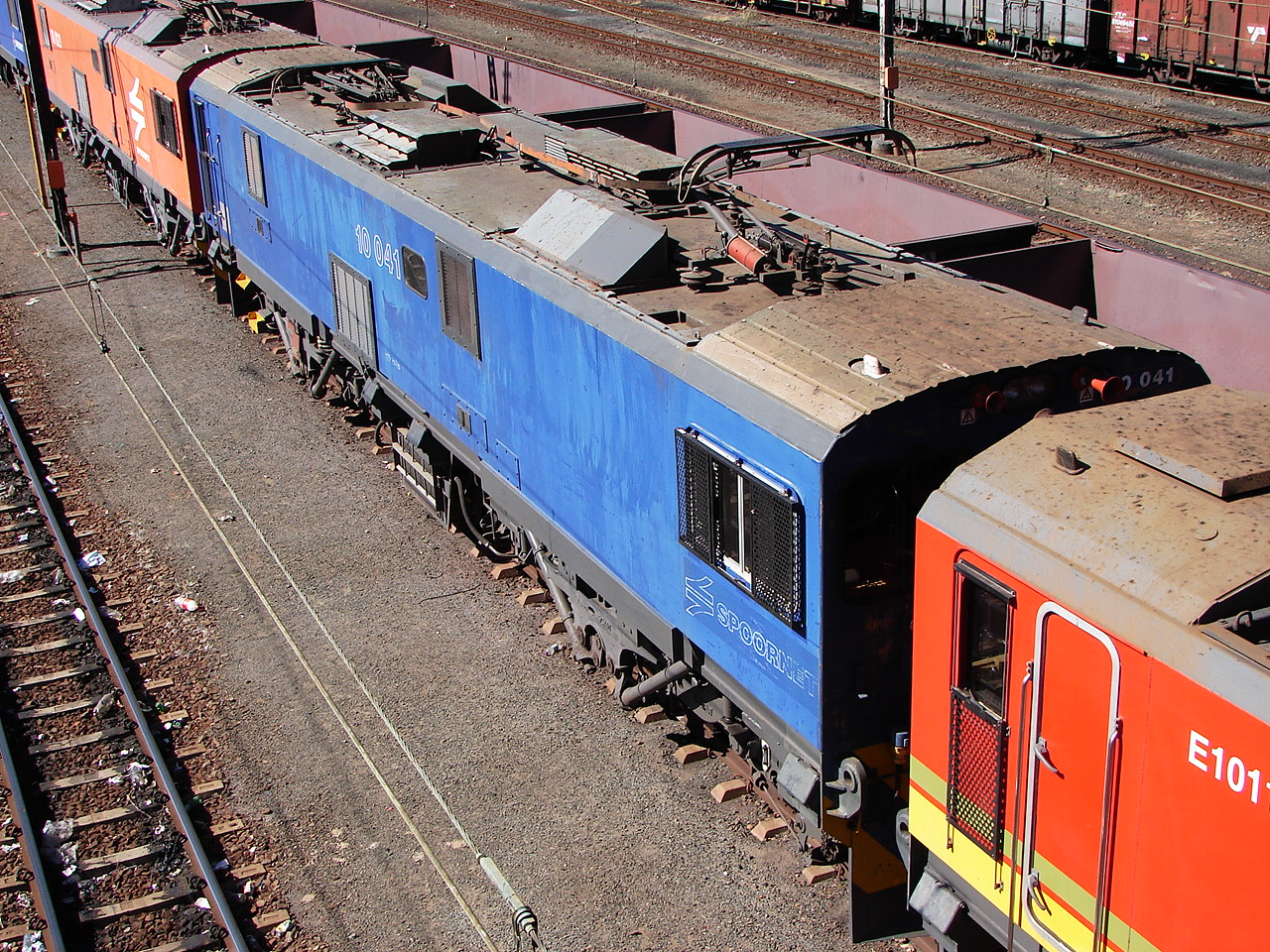
10-041 號， Spoornet 藍色塗裝，2013 年 5 月 2 日。